# Luigi Scrosoppi
Luigi Scrosoppi (Udine, 4 agosto 1804 – Udine, 3 aprile 1884) è stato un presbitero italiano, fondatore della congregazione delle Suore della Provvidenza di San Gaetano da Thiene. È stato proclamato santo da papa Giovanni Paolo II nel 2001.

## Biografia

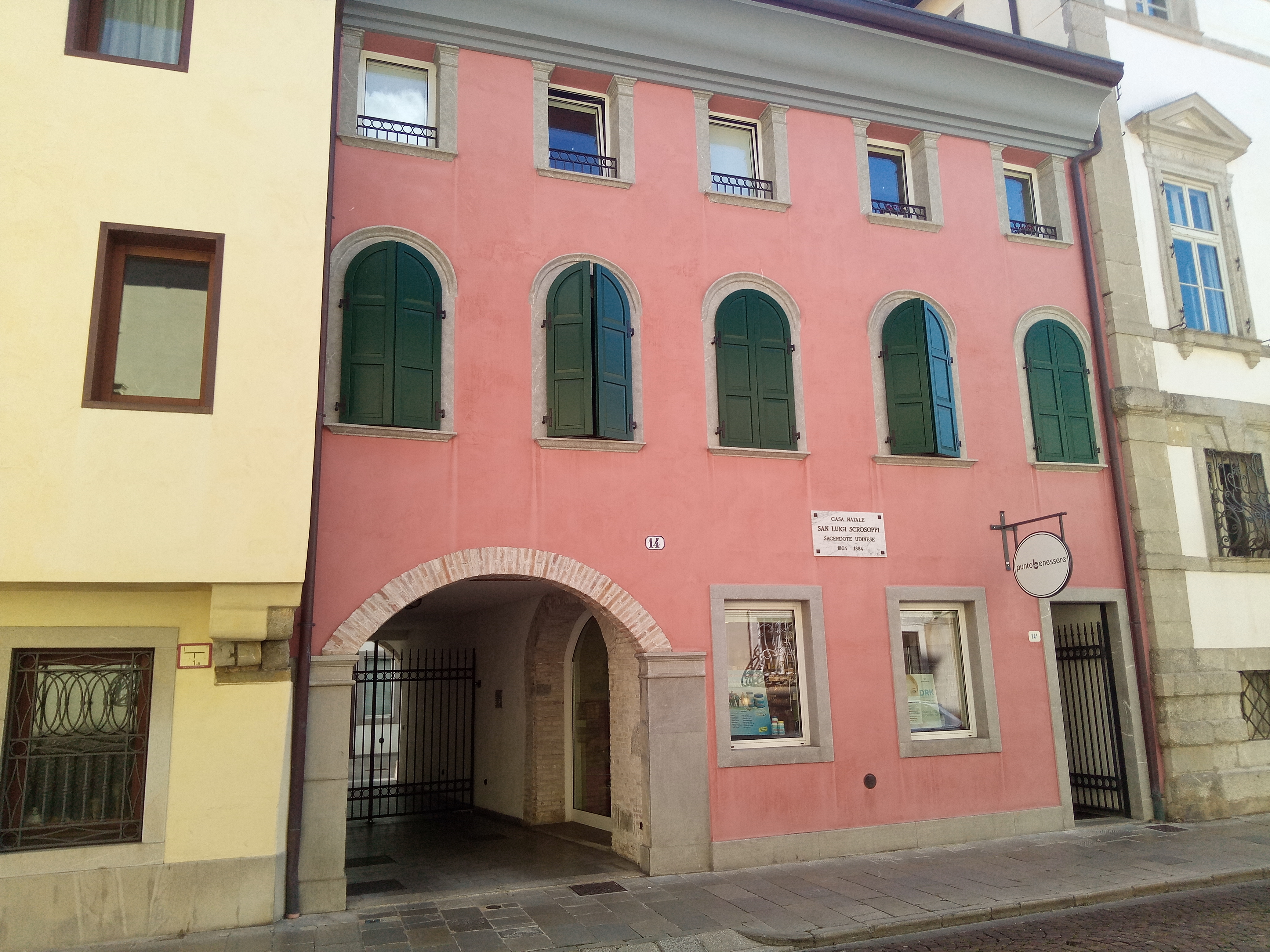
La casa natale

1804 - Luigi Scrosoppi nasce a Udine, da Domenico Mattia Scrosoppi e Antonia Lazzarini, ultimo di tre figli, tutti diventati sacerdoti: Carlo Filaferro, nato dal primo matrimonio di sua madre che rimasta vedova si era risposata con il sig. Scrosoppi da cui ha altri due figli, Giovanni Battista e Luigi.
1817 - Entra nel seminario di Udine dove compie gli studi superiori e teologici per diventare sacerdote
1827 - Il 31 marzo viene ordinato sacerdote nel duomo di Udine e celebra la sua prima Messa attorniato dai genitori e fratelli, nella chiesa di S. Maria Maddalena (demolita nel 1933 e oggi palazzo delle Poste).
1829 - Accetta la carica di vicedirettore della "Casa delle Derelitte", fondata a Udine un decennio prima da padre Gaetano Salomoni della Congregazione dell'Oratorio di San Filippo, che suo fratello Carlo gestiva fin dal 1822 per ospitare ed educare, gratuitamente, le tante bambine povere e orfane a causa delle ripetute epidemie di colera dell'epoca.
1835 - Avvia la ristrutturazione della " Casa delle Derelitte", che i due fratelli avevano precedentemente comperato.
1837 - Ospita nella "nuova" Casa delle Derelitte anche bambine esterne affinché imparino un mestiere e ricevano un'educazione, sotto la guida di giovani donne dette "maestre" e formate da lui stesso e suo fratello.
1844 - Compera una casa colonica ad Orzano (in comune di Remanzacco, UD), cinque ettari di terreno arativo e prativo e due ettari di bosco, per garantire alla "Casa" una certa autonomia di generi alimentari.
1845 - Forma di fatto una nuova famiglia religiosa, le Suore della Provvidenza composta inizialmente da 15 "sorelle", dopo aver cercato senza esito tra le congregazioni esistenti suore adatte alla sua opera.
1846 - Entra a far parte dell'Oratorio Filippino che il fratello Carlo aveva ricostituito alcuni anni prima dopo la soppressione napoleonica.
1848 - Durante l'assedio e il bombardamento di Udine del 22 aprile ad opera delle armate austriache del generale Nugent, invia le prime suore a raccogliere e curare i feriti, siano essi italiani o austriaci. Di queste suore si ricorda soprattutto il coraggio.
1853 - Apre ad Orzano una piccola scuola elementare per le ragazze di cui, assieme ad una suora, diventa il primo maestro. Sarà frequentata per molti anni anche da bambine dei paesi limitrofi.
1854 - Apre a Udine, accanto alla Casa delle Derelitte, la "Casa del Provvedimento" centro di accoglienza per giovani sole e senza lavoro.
1855 - Invia le suore a curare le persone colpite dalla grande epidemia di colera che si diffonde a Udine e in Friuli, tanto da meritare un solenne riconoscimento dell'opera svolta.
1857 - Apre a Udine la scuola per sordomuti che purtroppo, per mancanza di fondi, è costretto a chiudere nel 1872. Nello stesso anno invia alcune suore all'ospedale di Portogruaro (VE) affinché assistano ammalati e anziani emarginati.
1862 - Ottiene l'approvazione papale per la congregazione delle "Suore della Provvidenza", perché così P. Luigi vuole chiamare le sue suore che pronunciano i voti religiosi di povertà, castità e obbedienza.
1864 - Fa assumere alle Suore della Provvidenza la gestione dell'"Asilo Infantile dell'Immacolata" di Udine.
1869-83 - Favorisce la nascita di nuove fondazioni assistenziali ed ospedaliere: Cormons (GO), Primiero (TN), Tesero (TN), Pergine (TN), Rovigno (Istria), San Vito al Tagliamento (PN), Roncegno (TN).
1880 - Cede, per l'età e per problemi di salute, la responsabilità dell'organizzazione delle case e della formazione delle suore alla superiora generale Madre Cecilia Piacentini.
1883 - Sospende ogni attività perché colpito da una grave malattia della pelle che gli procura febbre alta e piaghe diffuse.
1884 - Muore santamente giovedì 3 aprile e viene sepolto a Orzano, a lui tanto caro perché umile e silenzioso borgo di campagna.
Attualmente è sepolto nella chiesa di San Gaetano da Thiene, all'interno della casa delle derelitte da lui fondata a Udine

## Santo Patrono dei calciatori

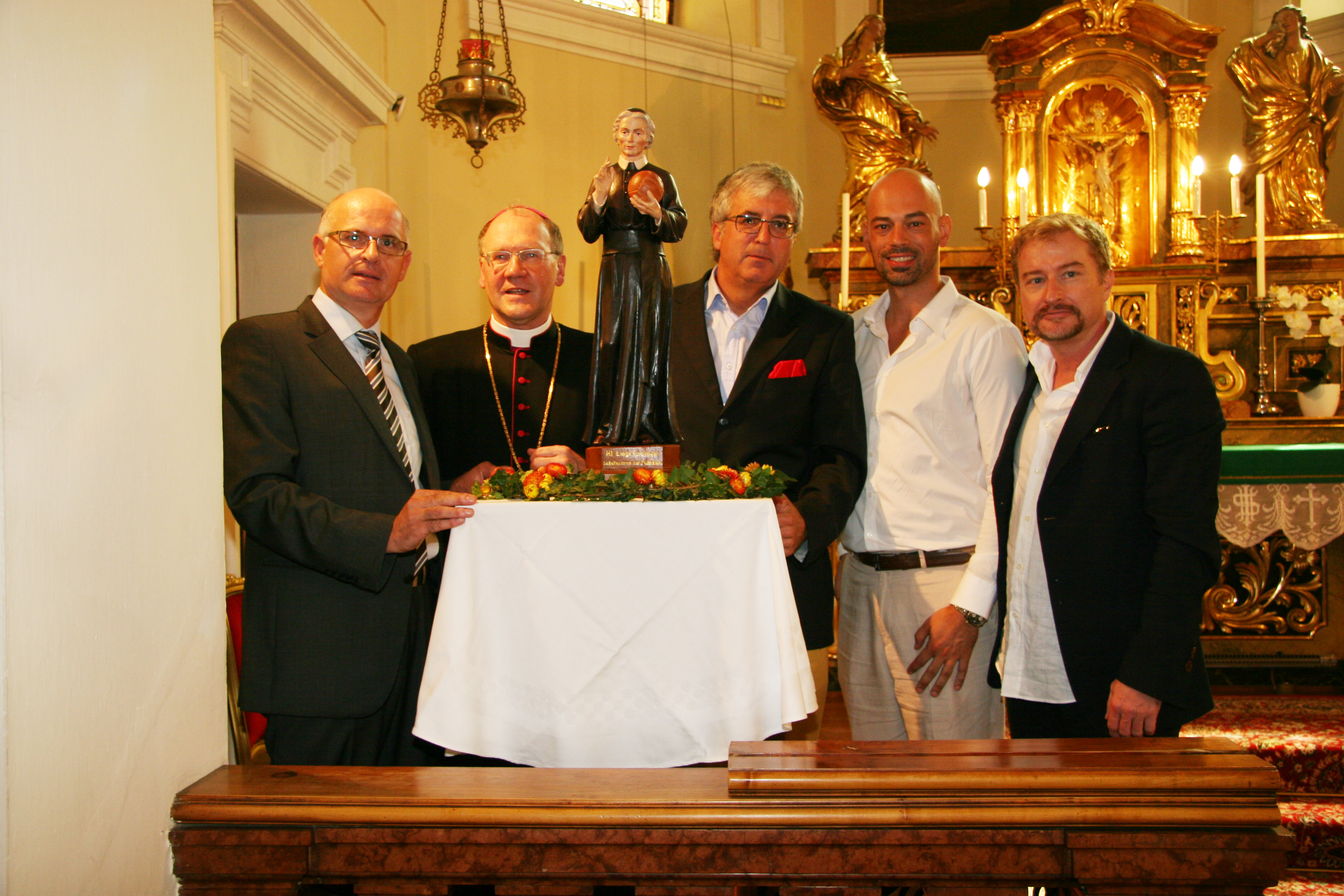
Statua del Santo Patrono dei calciatori Luigi Scrosoppi. Da sinistra a destra: Walter Walzl, vescovo Alois Schwarz, l’iniziatore Manfred Pesek, Filip Stuflesser e Robert Hofferer alla cerimonia di benedizione ufficiale il 22 agosto 2010 nella parrocchia di Pörtschach sul Wörthersee in Austria.

In data 22 agosto 2010 San Luigi Scrosoppi è stato eletto patrono dei calciatori dal vescovo S. E. Alois Schwarz in una funzione religiosa in Austria, nella parrocchia di Pörtschach sul Wörthersee, in coordinamento con le autorità vaticane e S.E. Andrea Bruno Mazzocato, arcivescovo di Udine. Un santo patrono per i calciatori non esisteva ancora, così l'idea di nominare San Luigi Scrosoppi è stata lanciata dal tifoso di calcio Manfred Pesek con l'iniziativa carinziana chiamata in tedesco “Wörthersee Zukunftsinitiative”.
S.E. Schwarz, vescovo di Gurk - Klagenfurt, ha sostenuto la proposta nell'apposita sezione del Vaticano "Chiesa e sport", soprattutto perché il calcio per i giovani è di grande importanza e significato. Luigi Scrosoppi, infatti, si era interessato molto anche dei giovani. Questa iniziativa è volta proprio a creare in quest'ultimi un rinnovato interesse nella figura di San Luigi. Infatti, con la sua opera egli rappresenta i valori che si sviluppano proprio attraverso lo sport: la correttezza, la perseveranza, l'impegno e la determinazione.
Tra i sostenitori dell'iniziativa vi sono Nikolaus Knöpffler, presidente del Dipartimento di etica applicata e direttore dell'"Ethik Zentrum" presso la Friedrich-Schiller-Universität di Jena, Walter Walzl, Florian Becker, Robert Hofferer e Stefan Gottschling, che hanno dato un importante contributo per porre le basi di questa iniziativa la quale è in fase di ulteriore sviluppo. Oltre al supporto del Mons. Schwarz, vi è stato anche il sostegno di S. E. Mazzocato, vescovo di Udine, diocesi natia di San Luigi Scrosoppi.

## La canonizzazione
Il processo di canonizzazione di Luigi Scrosoppi ha avuto inizio nel 1932.
I riconoscimenti ufficiali della sua santità hanno avuto luogo durante il pontificato di Papa Giovanni Paolo II: fu proclamato beato il 4 ottobre del 1981 e fu canonizzato il 10 giugno 2001.
Queste le parole pronunciate da Giovanni Paolo II durante l'omelia tenuta nell'Eucaristia per la canonizzazione di padre Scrosoppi:
(Giovanni Paolo II, Omelia tenuta domenica 10 giugno 2001)

## I miracoli per la beatificazione
All'epoca erano necessari due miracoli per la beatificazione: nel caso di Luigi Scrosoppi la Chiesa cattolica ha ritenuto miracolose le guarigioni di Rocco Sartorelli e Siro Marizzoli.
- Rocco Sartorelli, di Tesero (TN), a 8 anni - in seguito ad una contusione - fu colpito alla mano sinistra da osteomielite cronica fistolizzata di probabile natura tubercolare: tredici anni di malattia, otto interventi chirurgici, ripetuta proposta di amputazione della mano. Rocco e i familiari tuttavia pregavano e speravano nell'intercessione di Padre Luigi con grande fede. La mattina del 7 giugno 1936 tutto era pronto per l'amputazione della mano. Venne portato in sala operatoria, l'arto gli fu liberato dalle fasce e, tra lo stupore dei presenti, la mano apparve perfettamente guarita, mentre le garze erano ancora intrise di pus.
- Siro Marizzoli, di Belgioioso (PV), nacque il 2 settembre 1942. L'11 ottobre dello stesso anno si ammalò improvvisamente. Dopo un consulto medico fu ricoverato d'urgenza nella clinica pediatrica dell'Università di Pavia. Il primario giudicò il caso gravissimo ed emise la diagnosi: encefalite gravissima (con fenomeni bulbari). Le crisi furono continue e così gravi che il medico consigliò di portare il piccino a morire a casa. Una Suora della Provvidenza, infermiera del reparto, invitò la mamma di Siro a pregare Dio per l'intercessione del Padre Luigi Scrosoppi. Genitori e Suore ricorsero con fiducia al Padre Luigi. Improvvisamente il 16 ottobre, il bimbo guarì ed il 23 dello stesso mese uscì dalla clinica perfettamente guarito.

Dopo gli esami della commissione medica internazionale, che riconobbe le guarigioni scientificamente inspiegabili, e di quella teologica, papa Giovanni Paolo II il 31 gennaio 1981 promulgò il decreto sulla validità dei due miracoli, che servirono per la beatificazione del padre Luigi.

## Il miracolo per la canonizzazione
Ai fini della canonizzazione, la Chiesa cattolica ritiene necessario un nuovo miracolo: nel caso di Luigi Scrosoppi, ha ritenuto miracolosa la guarigione di Peter Changu Shitima, malato terminale di AIDS, avvenuta nel 1996.
Peter Changu Shitima era uno studente dell'oratorio di san Filippo Neri di Oudtshoorn, città vicina alla costa meridionale del Sudafrica. Nella primavera del 1996 cominciò ad accusare disturbi sempre più gravi, tanto da essere ricoverato in ospedale, dove venne accertato che era malato di polinevrite periferica agli arti inferiori con sindrome cachettica, cioè patologia di AIDS in fase terminale. Fu mandato a casa dagli stessi medici affinché morisse in famiglia.
La comunità religiosa cui apparteneva iniziò preghiere incessanti, per ottenere l'intercessione dell'allora beato Luigi Scrosoppi. Nella notte fra il 9 e il 10 ottobre 1996 il giovane sognò il beato Scrosoppi e, al risveglio, si sentì improvvisamente guarito, riprendendo subito la sua normale attività.
La guarigione fu constatata dai medici Johannes Le Roux e Pete du Toit, entrambi non cattolici, che non seppero spiegarsi l'accaduto. Il caso, esaminato presso la Curia di Oudtshoorn, fu sottoposto alla Congregazione per le Cause dei Santi che, il 1º luglio 2000, promulgò, alla presenza di Giovanni Paolo II, il decreto sul miracolo per la "rapidissima, completa e duratura guarigione di Pietro Shungu Shitima da polineurite e cachessia in soggetto HIV positivo."

## Epistolario
- Lettere di padre Luigi Scrosoppi, Roma, Città Nuova della P.A.M.O.M., 1987;